# Kinamand
Kinamand è un film del 2005 diretto da Henrik Ruben Genz.
Pellicola drammatica, con accenti ironici, in cui un uomo danese prima divorzia controvoglia poi accetta un matrimonio di convenienza con una donna cinese, dalle conseguenze inaspettate.

## Trama
Keld, un idraulico danese di mezza età, trascura il proprio lavoro ma anche la propria moglie Rie, al punto che questa decide di separarsi lasciando casa. Va quindi in crisi perché comunque crede ancora nel proprio matrimonio.
Lasciato il lavoro cerca di riconquistare Rie, inutilmente. A corto di denaro decide di vendere tutto ciò che ha in casa, condannandosi però a vivere da accampato. Per mangiare si reca ogni giorno nel vicino ristorante cinese. Diventato amico del proprietario, Feng, lo soccorre quando questi ha un'emergenza per la rottura di una tubatura. Si offre di riparare il guasto e viene ripagato con il cibo. Rie, intanto chiede ed ottiene il divorzio, con un accordo che prevede che il marito le riconosca un compenso da lei definito. Quando Feng chiede a Keld un matrimonio pro forma con la sorella minore Ling, per farle ottenere un permesso di soggiorno, l'uomo rifiuta di aiutare l'amico che pure gli aveva offerto del denaro. Poi ci ripensa in quanto, richiedendo il doppio, risolverebbe il problema dell'accordo di separazione.
Keld ospita così in casa propria Ling, che non parla una parola di danese e con la quale deve solo fingere un legame per giustificare poi il matrimonio e ottenere così il sospirato visto.
Al figlio Michael, solidale con la madre, la cosa non sta bene, ma poi Keld spiega il vero intento specificando però che il suo compenso si matuererà solo all'ottenimento finale del visto.
Keld, che ha ripreso a lavorare, convive con la bella e garbata Ling, con la quale, nonostante l'insormontabile ostacolo della lingua, nasce un rapporto di reciproco rispetto, che pian piano nell'uomo matura fino a diventare un sentimento più profondo.
Alla prova di fronte all'ufficio immigrazione, la coppia scopre una sorprendente complicità che risulta essere convincente, oltre a stupire entrambi. Ottenuto il visto Keld vuole il suo compenso e insiste con Feng che prende tempo ma poi cede. Keld ottiene così il denaro per l'ex moglie, che, tornata sui suoi passi, ha dovuto constatare che il marito non solo non è più innamorato di lei, ma ora ha un nuovo amore.
Quando per Keld le cose sembrano mettersi per il meglio, Ling ha un malore e muore. La donna, cardiopatica, aveva intenzione di rimanere in Europa per curarsi. Il fratello non l'aveva detto a Keld non immaginando che si sarebbe potuto innamorare.
Rie, conscia del dolore del marito, gli restituisce buona parte dei soldi dell'accordo di separazione. Con gli stessi l'uomo può volare in Cina per portare personalmente le ceneri di Ling nel suo paese natale, e disperdere le stesse nel fiume che accoglie i resti di tutti i suoi familiari.

## Produzione
Produzione danese e cinese con attori affermati come Vivian Wu ma anche esordienti assoluti come Lin Kun Wu, in precedenza autista di autobus di linea.